# ルタナ
ルタナ（Rutana）は、ブルンジ・ブルンガ県の都市。ルタナ郡（コミューン）の行政中心地。ブルンジ南部、国道8号線沿いに位置し、同国で最も高い山のひとつキキジ山の西にある。人口は23,654人（2012年推計）。
1982年から2025年まで存在したルタナ県の県都であった。
カレラ滝が町の北東にある。